# HMS E19
Pour les articles homonymes, voir E19.
Le HMS E19 est un sous-marin britannique de classe E construit pour la Royal Navy par Vickers à Barrow-in-Furness et mis en service en 1914. Pendant la Première Guerre mondiale, il faisait partie de la flottille sous-marine britannique dans la mer Baltique.

## Conception
Comme tous les sous-marins de la classe E postérieurs au E8, le E19 avait un déplacement de 662 tonnes en surface et de 807 tonnes en immersion. Il avait une longueur totale de 55 m et un maître-bau de 6,92 m. Il était propulsé par deux moteurs Diesel Vickers huit cylindres à deux temps de 800 chevaux (600 kW) et moteurs électriques deux moteurs électriques de 420 chevaux (310 kW),. 
Le sous-marin avait une vitesse maximale de 16 nœuds (30 km/h) en surface et de 10 nœuds (19 km/h) en immersion. Les sous-marins britanniques de la classe E avaient une capacité en carburant de 50 tonnes de gazole, et une autonomie de 2 829 milles marins (5 238 km) lorsqu’ils faisaient route à 10 nœuds (19 km/h). Ils pouvaient naviguer sous l’eau pendant cinq heures en se déplaçant à 5 nœuds (9,3 km/h).
Le E19 a probablement été le premier bateau de la classe E à être équipé d’un canon de pont pendant sa construction. Dans son cas, et peut-être de façon unique, c’était seulement un canon de 2 livres, à l’avant du kiosque. Il avait cinq tubes lance-torpilles de 18 pouces (457 mm), deux à l’avant, un de chaque côté à mi-longueur du navire et un à l’arrière. Au total, 10 torpilles étaient emportées à bord.
Les sous-marins de la classe E avaient la télégraphie sans fil d’une puissance nominale de 1 kilowatt. Sur certains sous-marins, ces systèmes ont par la suite été mis à niveau à 3 kilowatts en retirant un tube lance-torpilles du milieu du navire. Leur profondeur maximale de plongée théorique était de 100 pieds (30 mètres). Cependant, en service, certaines unités ont atteint des profondeurs supérieures à 200 pieds (61 mètres). Certains sous-marins contenaient des oscillateurs Fessenden.
Leur équipage était composé de trois officiers et 28 hommes.

## Engagements
Le HMS E19 a été construit par Vickers à Barrow-in-Furness. Sa quille fut posée le 27 novembre 1914. Il a été lancé le 13 mai 1915 et mis en service le 12 juillet 1915.
Sous le commandement du lieutenant commander Francis Cromie, le E19 fut, en septembre 1915, le dernier des cinq sous-marins britanniques à réussir le passage de l’Øresund dans la mer Baltique. Il réussit alors à couler plusieurs navires allemands, notamment le 11 octobre 1915, lorsqu’il coula quatre cargos allemands au sud d’Öland en quelques heures et sans faire de victimes,. Le 7 novembre 1915, le E19 a coulé le croiseur léger allemand SMS Undine.
Le E19 a été sabordé par son équipage à l’extérieur d’Helsinki, à 1,5 mille nautique au sud du phare d'Harmaja, dans le golfe de Finlande, en même temps que les HMS E1, HMS E8, HMS E9, HMS C26, HMS C27 et HMS C35, afin d’éviter leur saisie par les forces allemandes qui avaient débarqué à proximité,.